# Сава Бакърджиев
Сава Димитров Бакърджиев е български военен деец, генерал-майор, участник във всички войни в периода (1912 – 1945), командир на 18-и пехотен етърски полк (1935 – 1939) и директор на Дирекцията за гражданска подготовка и мобилизация през Втората световна война (1941 – 1945).

## Биография
Сава Бакърджиев е роден е на 31 октомври 1889 г. в село Беброво, Еленско. През 1912 година завършва Школата за запасни подпоручици, на 22 септември 1912 година е произведен в чин подпоручик и постъпва на действителна военна служба. Служи в 20-и пехотен добруджански полк и като командир на рота от Петдесети пехотен полк. На 6 май 1924 г. е произведен в чин майор и от същата година служи в 13-а жандармерийска дружина, след което от 1925 година е ротен командир в 19-а пехотна шуменска дружина.
На 6 май 1928 година е произведен в чин подполковник, а от 1930 година е началник на Варненското военно окръжие. От 1932 година служи като помощник-командир на 8-и пехотен приморски полк, а от 1934 г. изпълвана длъжността командир на същия полк. От 1934 г. служи във 2-ри пограничен сектор. На 6 май 1935 година е произведен в чин полковник и същата година е назначен за помощник-началник на ШЗО. От 18 май до 23 ноември 1935 година е ръководител на Дирекцията на полицията.
На 5 декември 1935 година полковник Бакърджиев поема командването на 18-и пехотен етърски полк, на която длъжност е до 21 септември 1939 година, когато е назначен за началник на отдел Гражданска мобилизация. На 3 октомври 1940 година е произведен в чин генерал-майор и назначен за директор на Дирекцията за гражданска подготовка и мобилизация. Уволнен е от служба през 1942 година. Умира през 1945 г. в София.

## Семейство
Генерал-майор Сава Бакърджиев е женен и има 2 деца.

## Военни звания
- Подпоручик (22 септември 1912)
- Поручик (14 февруари 1915)
- Капитан (1 август 1917)
- Майор (6 май 1924)
- Подполковник (6 май 1928)
- Полковник (6 май 1935)
- Генерал-майор (3 октомври 1940)

## Награди
- Военен орден „За храброст“ IV степен, 2-ри клас (1917)
- Княжеский орден „Св. Александър“ V степен (1917)
- Орден „Железен полумесец“, Османска империя (1918)